# Radeberg
Radeberg är en stad (große Kreisstadt) i sydvästra delen av det tyska distriktet (Landkreis) Bautzen i förbundslandet Sachsen. Staden är huvudsakligen känd för sitt ölbryggeri.

## Geografi
Radeberg ligger vid östra gränsen av ett cirka 50 km² stort skogstäckt slättland (Dresdner Heide) och genomflyttas av två mindre floder som förenas i staden. Norr och öster om staden börjar ett kuperat område som längre österut går över i bergsområdet Lausitzer Bergland.

## Historia
Orten nämns 1219 för första gången i en urkund och 1412 får samhället stadsrättigheter. Under 1500-talet bedrevs gruvdrift på silver i stadens närhet. Radeberg drabbades hård under trettioåriga kriget. Under 1600-talet började en större verksamhet av salpetersjudare i staden. Efter den stora branden från 1714 som förstörde stora delar av orten hittades under letandet efter byggmaterial en hälsokälla. 1858 etablerades Radebergs första glasbruk.
Bryggeriet Radeberger Exportbierbrauerei som enligt egen utsaga var den första i Tyskland som uteslutande bryggde öl av pilsner typ grundades 1872. Den ingår idag i Radeberger Gruppe.
Mellan oktober 1944 och maj 1945 existerade ett av nazisternas fångläger i staden. Här fängslades tvångsarbetare för Sachsenwerke och andra fabriker i området.
Under den östtyska tiden var många invånare sysselsatt i möbelfabriken Rafena och i en anläggning av datortillverkaren VEB Kombinat Robotron.

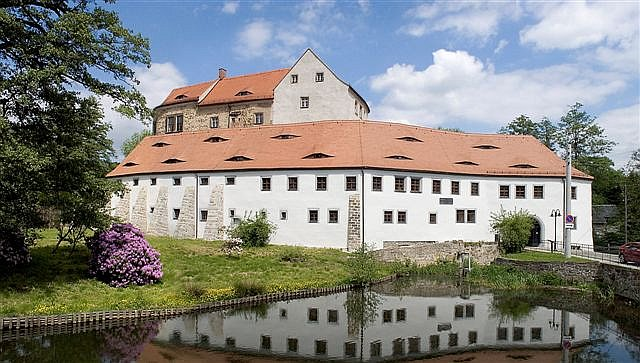
Slottet Klippenstein
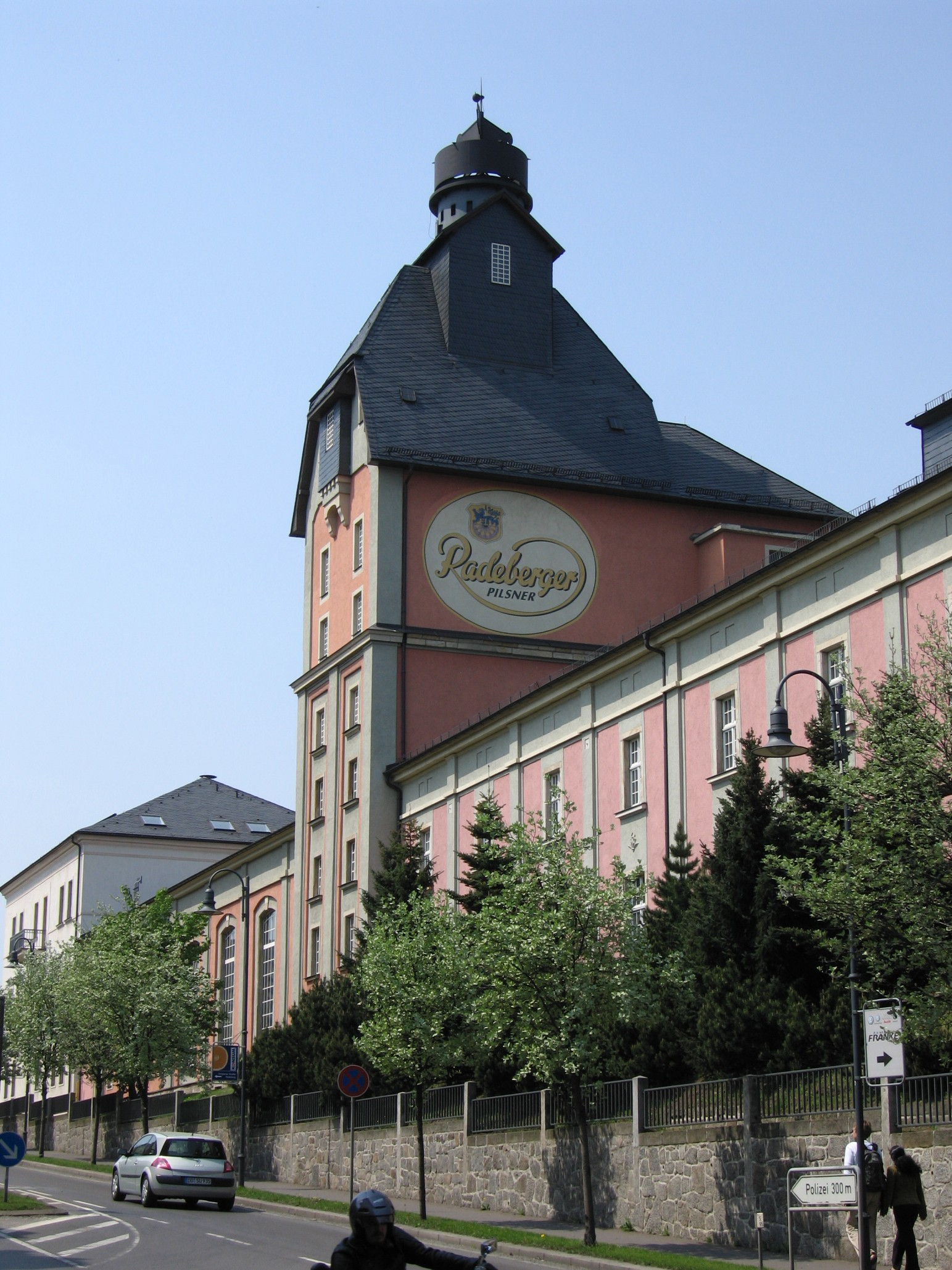
Bryggeriet
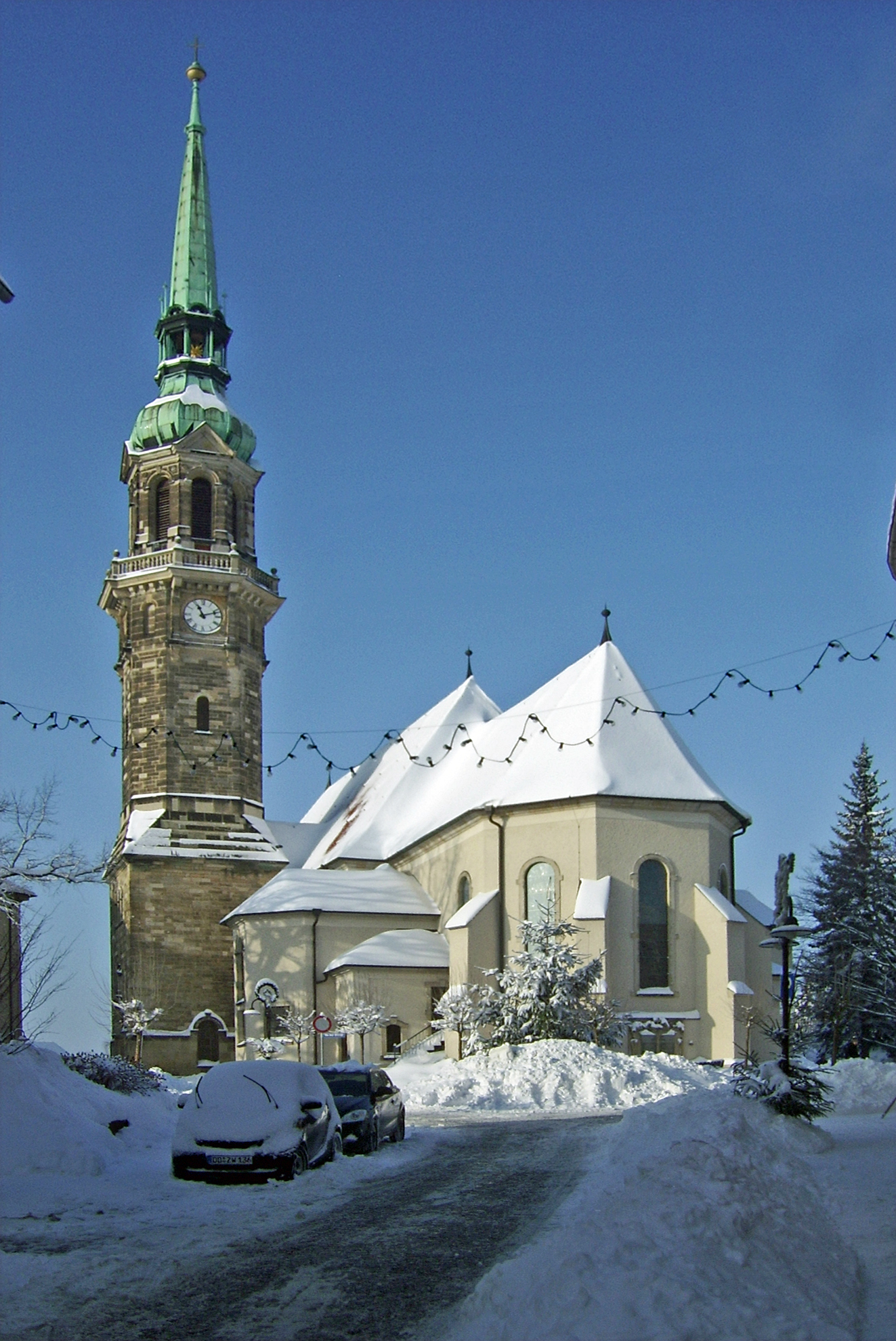
Stadskyrkan

## Kultur och sevärdheter
De första delarna av slottet Klippenstein är från 1289 och 1772 fick byggnaden sin nuvarande form. Landskapsparken i en närbelägen dalgång (Seifersdorfer Tal) är ett omtyckt utflyktsmål. Stadskyrkan påbörjades under gotiken men uppvisar idag flera blandade stilar. I Radebergs teater visas pjäser med regionens dialekt. Stadens musikkår och evangeliska samfundets trombonorkester spelar vid Radebergs stora festligheter som till exempel ett bryggerifest (Bierstadtfest) varje år i augusti.

## Personer från Radeberg
- August Friedrich Langbein (1757–1835), diktare och författare.
- Johannes Gelbke (1846–1903), kompositör och musiker.
- Heinrich Lahmann (1860–1905), läkare.
- Theodor Arldt (1878–1960), geograf.
- Werner Heinz Muche (1911–1987), entomolog.
- Hartmut Schade (* 1954), fotbollsspelare.